# Calamotettix sulphurellus
Calamotettix sulphurellus är en insektsart som beskrevs av Vilbaste 1980. Calamotettix sulphurellus ingår i släktet Calamotettix och familjen dvärgstritar. Inga underarter finns listade i Catalogue of Life.